# قبرة ذات عرف
قبرة ذات عرف (الاسم العلمي: Galerida)، جنس طيور من فصيلة القبرة. أنواعه سبعة.